# Takáts Endre
Takáts Endre (Apátfalva, 1907. július 27. – Veszprém, 1984. szeptember 21.) magyar teológus, levéltáros, Baja polgármestere.

## Életpályája
Szülei dr. Takáts Lajos (1879–1955) és Veverán Anna (1889–1967) voltak. Iskoláit Jászberényben és Makón végezte el. 1925–1930 között a bécsi Rudolf Tudományegyetemen végzett teológiai tanulmányokat. 1930-ban pappá szentelték. Hazatérése után hitoktató volt a szegedi Baross Gábor Gyakorló Gimnáziumban. 

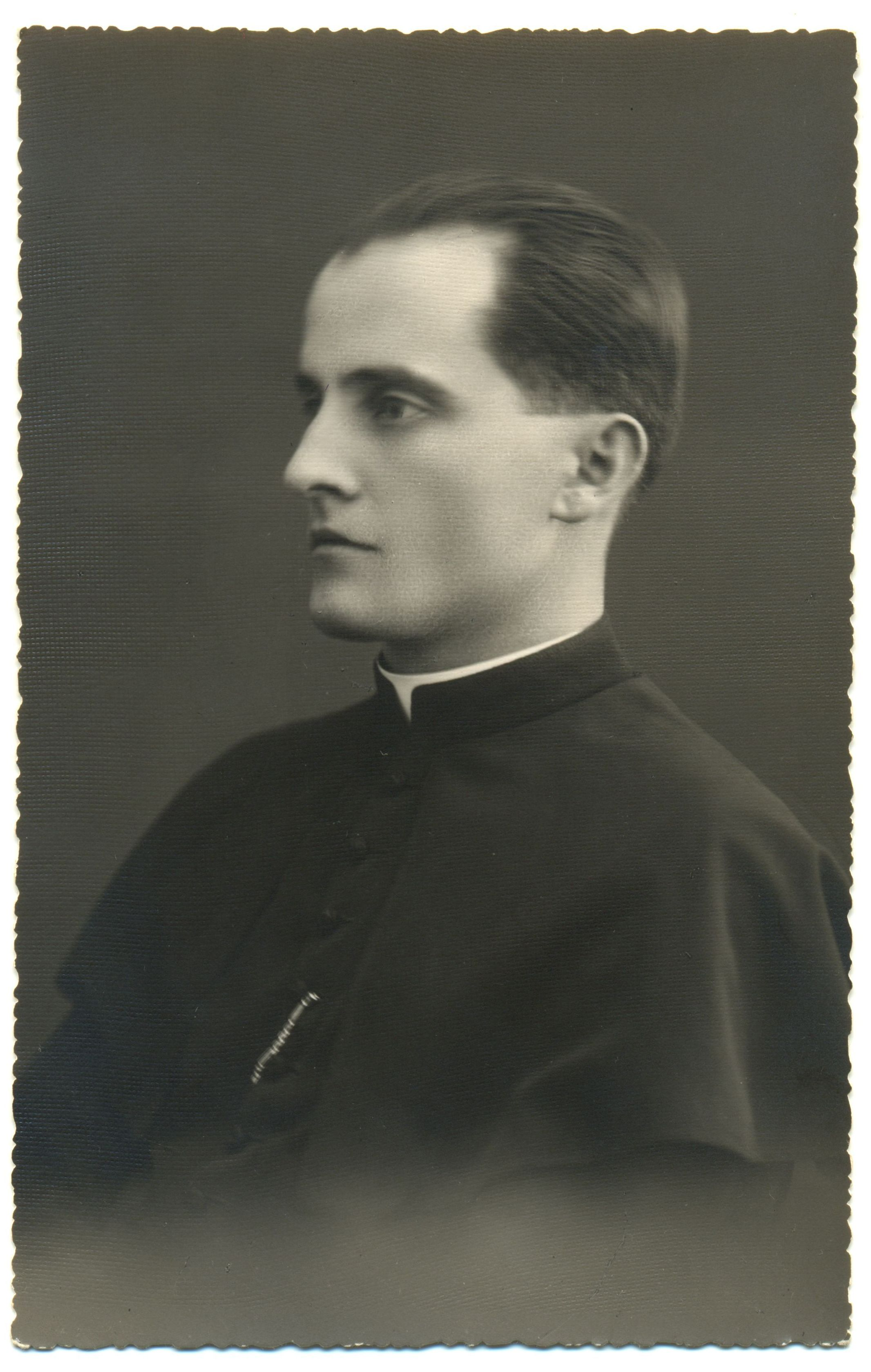
Arcképe 1926 körül

1940–1943 között megszerezte a szegedi Horthy Miklós Tudományegyetemen a történelem–földrajz szakos tanári oklevelet és 1943-ban a bölcsészdoktorátust is. Ettől kezdve a szegedi Baross Gábor Gyakorló Gimnázium a szaktárgyait is tanította. 1943-ban kilépett az egyházi szolgálatból. 1943. december 4-én Baja levéltárnoka lett. 1943–1973 között levéltárosként dolgozott. 1944 októberében, a front közeledtével Baja polgármestere lett, majd a bevonuló szovjet csapatok parancsnoka kinevezte a „bajai háromszög” kerületi kormányzójává. 1945 nyarán Erdei Ferenc belügyminiszternek benyújtotta lemondását, s újra a város levéltárnoka lett 1950. december 4-ig, amikor a Levéltárak Országos Központja (LOK) megbízása alapján átvette a Soproni Állami Levéltár vezetését. 

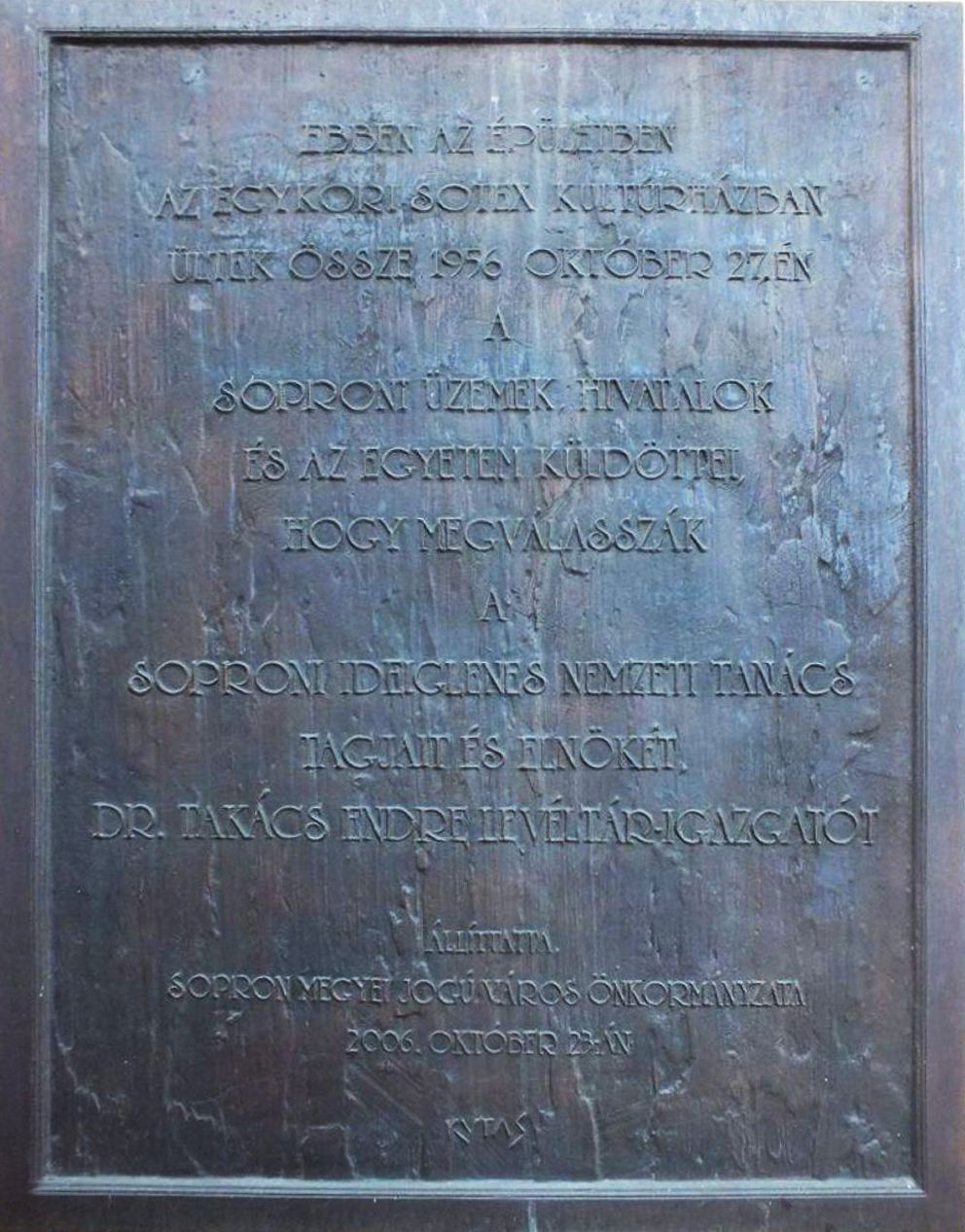
A soproni Gyermek és Ifjúsági Központ falán 2006-ban felavatott emléktábla. Kutas László szobrász alkotása

1956. október 27-én az egyetemisták között megalakított MEFESZ kezdeményezésére megválasztott Soproni Nemzeti Tanács elnöke lett. 1956. november 14-től a Sopron Városi Tanács Választó Bizottság elnökhelyettese volt. 1957. március végén felmentését kérte, és ismét levéltárosként működött. 1957. október 17-én letartóztatták. 1958. július 10-én a Legfelsőbb Bíróság Népbírósági Tanácsa felmentette. Levéltárvezetői státusából visszaminősítették, s 1958. szeptember 1-től 1960. január 15-ig előbb a szegedi, majd a szombathelyi állami levéltárban levéltárosként teljesített szolgálatot. 1960. január 16-tól ismét a soproni levéltárba helyezték beosztottként. 1961 nyarán rehabilitálták. 1961. október 1-től 1973. február 26-ig a Veszprém megyei Levéltár igazgatója volt. 1973-ban nyugalomba vonult.
Elsődleges feladatának a levéltári munkát tartotta. Tagja volt a Soproni Szemle szerkesztőbizottságának.

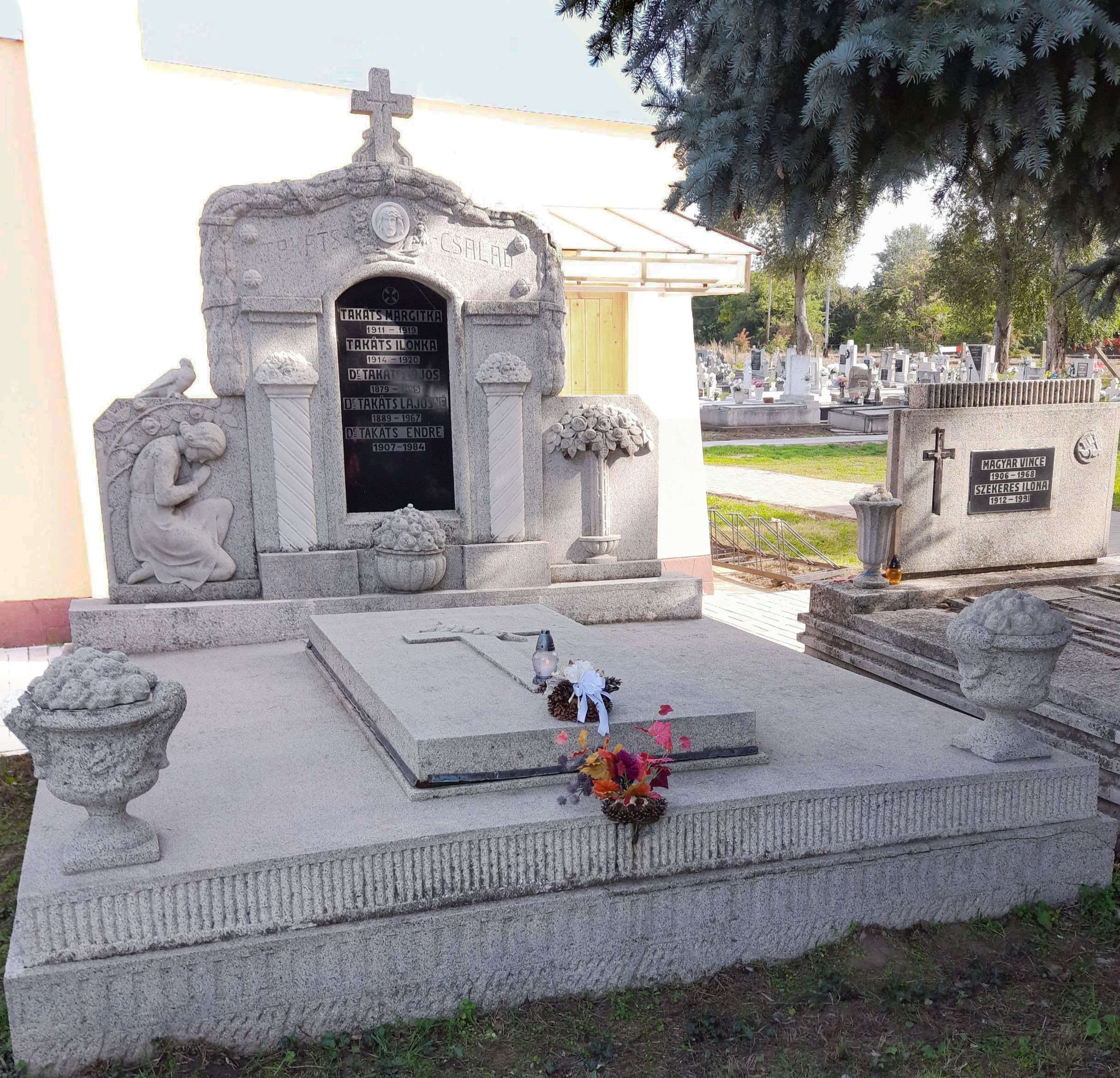
A Takáts család sírja Apátfalván

## Magánélete
1951-ben, Sopronban házasságot kötött Varga Rózsa matematika-fizika szakos középiskolai tanárnővel. Két lányuk született: Annamária (1952-) és Rózsa (1953-).

## Művei
- Gr. Nádasdy László csanádi püspök (Szeged, 1943. doktori disszertációja)
- Sopron megyei jobbágylevelek a 16. századból (Soproni Szemle, 1955)
- Adalékok a 17. század fordulójának katonaegészségügyéhez (Takáts Lászlóval, Budapest, 1966)
- Régi levelesházi „tékák” a megyei levéltárban (Levéltári Szemle, 1971)
- Balatonbozsok (községi monográfia) (Várnai Tamással, Fejér megyei Történeti Évkönyv 14. Székesfehérvár, 1980)
- Bél Mátyás: Veszprém megye leírása. Szerk. Kredics László. Fordította: Takáts Endre. Eredetivel egybevetette: Wellmann Imre. - A Veszprém Megyei Levéltár Kiadványai 6. (Veszprém, 1989)

## Díjai
- Veszprém Megyéért Érdemérem
- Veszprém Városáért Érdemérem